# Menscevismo

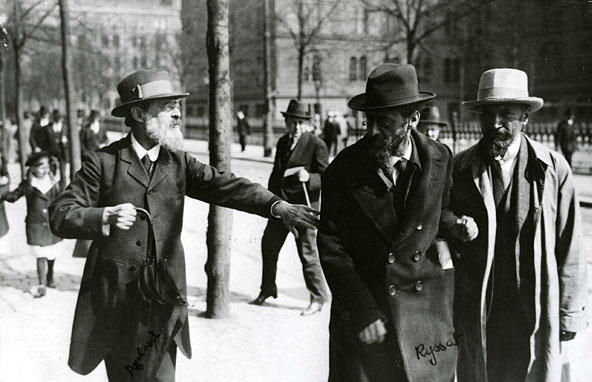
I menscevichi Aksel'rod, Martov e Martynov sulla Norra Bantorget di Stoccolma nel maggio 1917

I menscevichi furono una fazione del movimento rivoluzionario russo che emerse nel 1903 dopo una disputa tra Lenin e Julij Martov, entrambi membri del Partito Operaio Socialdemocratico Russo.
Altri importanti esponenti della corrente menscevica furono Georgij Plechanov, Pavel Aksel'rod, Aleksandr Martynov, Fëdor Dan, Vera Zasulič, Aleksandr Nikolaevič Potresov.

## Storia

### Che fare?e il II Congresso del POSDR
La spaccatura fra menscevichi e bolscevichi si formò nella polemica scoppiata intorno al Che fare? di Lenin, pubblicato nel 1902. In questo testo Lenin proponeva la formazione di un partito rivoluzionario che costituisse l'avanguardia della classe operaia e fosse composto da rivoluzionari di professione. Lenin riteneva che la classe operaia, spontaneamente, sarebbe arrivata solo ad una coscienza tradunionista, e che solo un partito rivoluzionario avrebbe potuto dirigere una rivoluzione socialista "scientifica": secondo Lenin la coscienza di classe poteva essere portata solo "dall'esterno".
Al secondo congresso del POSDR (30 luglio-23 agosto 1903), Lenin argomentò a favore di un partito che dirigesse la classe operaia nella sua lotta rivoluzionaria. A tale scopo potevano farne parte solo elementi coscienti, devoti e fidati, «senza concessioni alla borghesia a scapito degli interessi del proletariato». Un tale partito avrebbe avuto un numero minore di militanti, ma sarebbe stato formato da rivoluzionari di professione e da operai fortemente politicizzati, con una rete di cellule legali e illegali nel territorio, evitando l'ingresso nel partito di possibili «avventurieri, intriganti, parolai e opportunisti».
La formulazione del 1º paragrafo dello statuto proposta da Lenin così recitava:
Martov era in disaccordo, ritenendo che fosse necessario ampliare il partito, rendendolo un'organizzazione di massa. La formulazione da lui proposta al paragrafo dello statuto sembrava sostanzialmente eguale:
ma rendeva facoltativa la partecipazione personale alla vita del partito. Aksel'rod, sostenitore della proposta di Martov, ammetteva l'iscrizione al partito di chiunque dichiarasse di volerne far parte, e Trockij, allora vicino a Martov, sosteneva che qualunque operaio in sciopero potesse essere considerato un membro del partito. Anche la recente corrente « economicista », che mirava a trasformare il partito in un'organizzazione sindacale, era favorevole alla tesi di Martov.
La proposta di Martov fu perciò accolta dalla maggioranza dei delegati (28 voti contro 23). Tuttavia, dopo che sette delegati avevano abbandonato il Congresso, cinque dei quali rappresentanti del Bund che lasciavano per protesta contro il fatto che la loro proposta di dare una forma federale al partito fosse stata bocciata, i sostenitori di Lenin ottennero una maggioranza risicata ma decisiva, che si rifletté nella composizione del Comitato Centrale e degli altri organi centrali eletti al Congresso. Di qui derivarono i nomi delle due fazioni: menscevichi in russo significa infatti "minoritari", mentre bolscevichi significa "maggioritari". Nonostante l'esito del Congresso, negli anni successivi i menscevichi raggiunsero un notevole seguito fra gli iscritti al Partito.

### La rivoluzione del 1905 ed il IV Congresso del POSDR
I menscevichi giocarono un ruolo guida nella Rivoluzione russa del 1905 e furono particolarmente attivi nei Soviet e nell'emergente movimento sindacale.
La Rivoluzione russa del 1905 confermò la spaccatura fra le due correnti del POSDR. In effetti entrambe le posizioni furono sconfitte,
dal momento che la rivoluzione fallì.
Nella primavera del 1906 si svolse il IV Congresso del POSDR, per trarre le conclusioni politiche della rivoluzione fallita.
Il primo argomento di polemica fra le due correnti fu il rapporto da tenere con i contadini ed il loro partito. I menscevichi proponevano l'assegnazione della terra in proprietà ai villaggi (alle autorità comunali), i quali avrebbero poi assegnato gli appezzamenti alle singole famiglie. In subordine Plechanov preferiva la distribuzione della terra direttamente ai contadini. Entrambe le soluzioni avrebbero evitato un eccessivo accentramento di potere nello stato, che creava il rischio di tirannide. Si rendevano conto che la linea di Lenin in favore della nazionalizzazione di tutta la terra, era collegata al progetto bolscevico di conquista del potere da parte del partito di rivoluzionari professionisti.
Si passava così al secondo punto di scontro, quello del ruolo del partito nella rivoluzione. I menscevichi ritenevano che la rivoluzione in atto in Russia non potesse che essere una rivoluzione borghese, secondo lo schema marxista che distingue nettamente la fase della rivoluzione borghese da quella della rivoluzione socialista. Gli operai avrebbero dovuto sostenere la rivoluzione borghese ed allearsi con i liberali per abbattere l'assolutismo zarista: gli operai come classe, più che il Partito. 
I menscevichi ritenevano questa loro ricostruzione l'unica davvero marxista ed accusavano i bolscevichi di essere giacobini, populisti e blanquisti.
Alla luce di questa valorizzazione della classe più che del partito, si comprende perché l'esperienza del soviet fosse nata in ambito menscevico, e perché i menscevichi dessero ai sindacati un'importanza pari a quella del partito.
La differenza di fondo con i bolscevichi riguardava perciò la natura del partito. I menscevichi ritenevano che il partito operaio dovesse partecipare al parlamento borghese nella fase fra la rivoluzione borghese e quella socialista, e che questo servisse ad educare politicamente tutte le masse operaie in vista della rivoluzione; perché la rivoluzione avrebbe dovuto essere realizzata dalla massa abituata alla democrazia, non dai quadri del Partito, come invece sostenuto dai bolscevichi: altrimenti, profetizzava Rudenko, abolita la tirannide zarista sarebbe rinato un nuovo assolutismo.

### La rottura definitiva con i bolscevichi al V Congresso del POSDR
Molti menscevichi lasciarono il partito dopo la sconfitta del 1905 e si unirono a organizzazioni di opposizione più legali.
La rottura definitiva fra menscevichi e bolscevichi avvenne nel 1907, al V Congresso del POSDR che si tenne a Londra. 
La sconfitta dei menscevichi in questo congresso fu determinata dalla convergenza dei bolscevichi con gli "astri nascenti" del partito, Rosa Luxemburg e Trockij, rimasti estranei alle due correnti.
La discussione assunse toni fortemente polemici. Axel'rod paragonò lucidamente la parabola dei populisti a quella dei socialdemocratici: l'intelligencija rivoluzionaria dei narodniki aveva inizialmente proclamato che solo la massa contadina poteva fare la rivoluzione e che il compito degli intellettuali era solo quello di educare i contadini, ma dopo un decennio i populisti avevano affermato che invece i contadini sarebbero apparsi sulla scena solo dopo che gli intellettuali stessi avessero fatto la rivoluzione. Così anche nella socialdemocrazia si era inizialmente teorizzato che la rivoluzione l'avrebbero fatta gli operai, ma poi di fatto gli intellettuali (con evidente riferimento ai bolscevichi) avevano finito per identificarsi con la classe operaia e perciò, concludeva Axel'rod, il POSDR non era l'organizzazione rivoluzionaria degli operai, ma dei piccolo-borghesi.
Per quanto riguardava la posizione di Rosa Luxemburg, che aveva contribuito ad emarginare i menscevichi al V Congresso, senza rendersi conto di cosa stesse preparando Lenin, Plechanov la definì "una Madonna di Raffaello, sulle nuvole di piacevoli fantasticherie".
Dopo un certo periodo, Lenin accentuo' il conflitto ideologico, e nel 1908 chiamò i menscevichi "liquidazionisti", portando in questo modo i bolscevichi a formare un loro partito nel 1912.
Nel 1912 avvenne la scissione definitiva del POSDR, in seguito alla quale i bolscevichi operarono come Partito Operaio Socialdemocratico Russo (bolscevico) e i menscevichi come Partito Operaio Socialdemocratico Russo (menscevico).

### La prima Guerra mondiale e la Rivoluzione di Febbraio
Dopo la Rivoluzione di Febbraio del 1917, i menscevichi, guidati da Iraklij Cereteli, chiesero al governo di cercare una "pace senza annessioni", ma nello stesso tempo sostenevano lo sforzo militare in nome della "difesa della rivoluzione". 
Insieme ai socialrivoluzionari (эсеры), i menscevichi furono a capo della rete dei Soviet, in particolare del Soviet di Pietrogrado, per buona parte del 1917. In particolare da febbraio ad ottobre 1917 il Comitato Esecutivo del Soviet di Pietrogrado fu presieduto dal menscevico Nicolaj Čcheidze. 

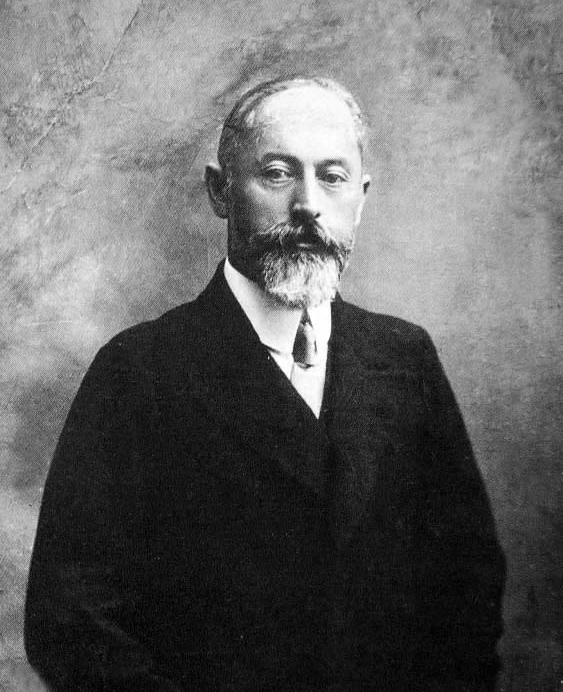
Noe Žordania, primo ministro menscevico della Georgia

Nella primavera del 1917 i menscevichi diedero un appoggio condizionato al nuovo Governo provvisorio russo, a maggioranza liberale. Dopo la crisi del primo governo provvisorio, il 2 maggio 1917, avvenuta sul tema delle annessioni, Cereteli convinse i menscevichi a sostenere il governo allo scopo di "salvare la Rivoluzione" e ad entrare il 5 maggio nel governo Lvov insieme ai socialrivoluzionari ed ai liberali, governo in cui ebbero due ministeri. 
Il 9 maggio tornò dall'esilio svizzero Martov, il quale si oppose alla scelta di sostenere la guerra. Si formarono perciò due correnti nel partito menscevico: La maggioranza, che seguiva Cereteli nella coalizione di governo e nella guerra, venne detta "difensivista" e ne fecero parte fra gli altri Čcheidze e inizialmente anche Fëdor Dan. La minoranza guidata da Martov fu detta "internazionalista" e comprendeva anche Martynov, Axel'rod e Rafael Abramovič. Costoro, rimanendo fedeli alla tradizionale teoria menscevica, ritenevano che in seguito alla rivoluzione borghese, il governo dovesse essere esclusivamente espressione della borghesia, mentre i proletari avrebbero dovuto fare pressione sul governo attraverso i soviet, i sindacati, le cooperative, gli enti locali, affinché realizzasse il cosiddetto "programma minimo" della socialdemocrazia.
I socialdemocratici che tornavano dall'esilio nella primavera-estate 1917 dovevano scegliere se schierarsi con i menscevichi o con i bolscevichi. Alcuni scelsero i menscevichi. Altri, come Alexandra Kollontai che era stata menscevica fino al 1915, divennero bolscevichi. Un numero significativo, fra cui Trockij, entrarono nel gruppo non schierato ma contrario alla guerra detto dei Mežrajoncy, che confluirono nei bolscevichi solo in agosto. Un piccolo ma influente gruppo di seguaci di Maxim Gor'kij e collaboratori del suo giornale, la Novaja Žizn' ("Vita nuova"), rifiutò di schierarsi con alcuna delle due fazioni.
Quando nel luglio 1917 le dimissioni di quattro ministri "cadetti" portarono alla crisi del governo L'vov, la spaccatura fra le due correnti mensceviche si ripropose. Martov, verificata l'impossibilità di una rivoluzione borghese in Russia, ritenne inevitabile la presa del potere da parte dei socialisti. Invece Cereteli rimase fedele alla politica di coalizione ed entrò nel nuovo governo Kerenskij. La stessa scissione si ripropose due mesi dopo, in occasione del mancato putsch di Kornilov, quando fu varato il secondo governo Kerenskij.

### La Rivoluzione d'Ottobre e lo stato sovietico
Il 25 ottobre 1917 al Congresso dei Soviet i 110 delegati menscevichi abbandonarono la sala al momento della ratifica della Rivoluzione di Ottobre, per denunciare il "colpo di Stato bolscevico". 
La Rivoluzione di Ottobre, realizzata dai soli bolscevichi, corrose la popolarità dei menscevichi. Alle elezioni della Assemblea Costituente, nel novembre 1917, essi ottennero solo il 2,3% dei voti, contro il 25% dei bolscevichi e il 41% dei socialrivoluzionari. Tuttavia in Transcaucasia i menscevichi ebbero il 30,2% dei voti, ed in particolare in Georgia circa il 75%.
Nel dicembre 1917 il partito menscevico si riunì sotto la guida di Martov. Inizialmente, con l'accordo del sindacato dei ferrovieri, intavolarono trattative per formare un governo di coalizione di tutti i socialisti, dai socialisti popolari ai bolscevichi.
Dopo lo scioglimento dell'Assemblea Costituente, i menscevichi continuarono a fare da "pontieri" per evitare lo scontro diretto fra bolscevichi e socialrivoluzionari.
Lo scoppio della rivoluzione tedesca illuse i menscevichi che la Germania potesse diventare il centro della rivoluzione mondiale e che una Germania socialista avrebbe aiutato i russi ad uscire dal "vicolo cieco" del bolscevismo.
Durante la guerra civile i menscevichi sostennero lealmente i bolscevichi in nome della "difesa della Rivoluzione". Solo alcuni membri del partito, soprattutto nella regione del Volga, si allearono all'Armata Bianca per combattere i bolscevichi; ed il Comitato Centrale del Partito condannò formalmente queste iniziative.
Questa lealtà allo stato sovietico si accompagnò, tuttavia, ad una costante denuncia del dispotismo e del terrorismo bolscevichi: in particolare i menscevichi rinfacciavano ai bolscevichi di violare la Costituzione da essi stessi promulgata.
Inoltre i menscevichi si opponevano al comunismo di guerra e nel 1919 elaborarono un programma alternativo, contenuto in un libro intitolato Che fare?. Vi si proponeva un'economia mista, come sarebbe stata quella della NEP: la terra ai contadini, la piccola industria ai privati, la grande industria in prevalenza nazionalizzata, ma non in tutti i casi.
La Repubblica Democratica di Georgia fu la roccaforte dei menscevichi. Nelle elezioni tenute il 14 febbraio 1919 essi ottennero l'81,5% dei voti, ed il loro capo Noe Žordania divenne primo ministro. Dopo l'occupazione della Georgia da parte dell'Armata Rossa nel 1921, molti menscevichi, a partire da Žordania, andarono in esilio in Francia, a Leuville-sur-Orge, dove stabilirono un governo della Repubblica Democratica della Georgia in esilio. 
Nell'aprile 1920 si tenne l'ultimo congresso del partito menscevico in territorio russo. All'esito del congresso il pensiero menscevico fu formulato in venti tesi. In particolare fu ribadito che la dittatura del proletariato era compatibile con i principi democratici, in quanto non comportava la distruzione delle classi sfruttatrici, ma solo il loro coinvolgimento in forme intermedie fra socialismo e capitalismo. Da questa ricostruzione derivava il netto rifiuto per la dittatura della minoranza bolscevica. 
Nel febbraio 1921 i menscevichi furono fra i fondatori dell'Unione dei Partiti Socialisti per l'Azione Internazionale (cosiddetta "Internazionale 2 ½"), che disapprovava sia la Seconda internazionale, in quanto aveva accettato la guerra imperialistica, sia la Terza Internazionale, perché sosteneva la "dittatura terroristica di minoranza". 
Quando scoppiarono gli scioperi a Mosca e Pietroburgo nello stesso febbraio 1921, i menscevichi appesero manifesti in cui denunciavano la mancanza di libertà come male principale del sistema e chiedevano soviet liberamente eletti. La rivolta dei marinai di Kronstadt nel marzo successivo fece sperare Martov nella caduta del bolscevismo. In conseguenza di questa presa di posizione, dopo la repressione della rivolta, i menscevichi furono messi fuori legge.
I menscevichi, anche quelli che si erano riavvicinati al governo bolscevico, furono perseguitati, incarcerati e condannati a morte durante le purghe staliniane. Quelli che erano riusciti a fuggire, si stabilirono a Berlino intorno a Martov ed al giornale Socialističeskij Vestnik ("Messaggero socialista"). Nel 1933, con l'avvento del Nazismo al potere, abbandonarono Berlino per Parigi. Nel 1939 si trasferirono a New York, dove il giornale proseguì le pubblicazioni fino al 1965.

## Teorie politiche
Sin dal 1905 i menscevichi si opposero tanto alla "rivoluzione permanente" di Trockij quanto alla teoria del partito di Lenin, rimanendo fedeli all'idea della rivoluzione spontanea.
I menscevichi ritenevano perciò che i socialdemocratici dovessero stare all'opposizione senza compromessi: da un lato senza entrare in coalizioni di governo con i partiti borghesi, ma dall'altro senza organizzare la presa del potere, come invece aveva teorizzato Lenin nel Che fare?. Martov e Martynov ammettevano una presa del potere da parte dei socialdemocratici solo nel caso in cui i borghesi, dopo aver fatto la rivoluzione, non fossero riusciti a mantenere il potere.
Quindi i menscevichi salutarono con entusiasmo la costituzione dei soviet durante la Rivoluzione del 1905: infatti secondo loro la rivoluzione doveva essere fatta dal popolo, ed anzi era la dimostrazione del fatto che il popolo avesse la capacità di governarsi da sé.
Le divergenze con i bolscevichi sul metodo per andare al potere implicavano grosse differenze nella concezione del partito, che per Lenin doveva essere un'élite di rivoluzionari di professione, mentre per i menscevichi doveva essere un partito di massa a direzione collettiva.
Inoltre, i menscevichi, fedeli all'ortodossia marxista, ritenevano che l'Impero Russo avrebbe dovuto essere rovesciato da una rivoluzione borghese, mentre i bolscevichi proponevano se stessi, considerandosi l'avanguardia operaia, come la classe che avrebbe fatto la rivoluzione.